# Royal School of Needlework
La Royal School of Needlework (RSN) est une école de broderie du Royaume-Uni, fondée en 1872 et maintenant située au château de Hampton Court. Elle possède dans ses archives plus de 30 000 images couvrant chaque période le l'histoire britannique, ainsi que plus de 5 000 pièces de textile, incluant de la dentelle, de la soie ou du tricot.
La Royal School of Needlework est enregistrée comme association caritative et a toujours bénéficié du parrainage de la famille royale. 

## Histoire
La RSN est au départ appelée la School of Art Needlework, École de couture d'art, est fondée par Lady Victoria Welby en 1872.  La première Présidente en est la princesse Christian de Schleswig-Holstein, troisième fille de la reine Victoria, connue sous le nom de princesse Helena. Elle a reçoit l'aide de William Morris et de plusieurs de ses amis du mouvement Arts and Crafts. L'École devient Royale en mars 1875 lorsque la reine Victoria consent à devenir son premier mécène. Le mot « Art » est supprimé du nom de l'école en 1922. 
À l'origine, l'école se situe dans un petit appartement sur la rue Sloane et emploie 20 femmes. En 1903, l'école déménage avec ses 150 élèves sur Exhibition Road, près du Victoria and Albert Museum dans un bâtiment spécialement construit par un groupe d'architectes, dont l'éminent architecte britannique des arts et métiers, James Leonard Williams.
La Royal School of Needlework (RSN) crée un atelier pour réaliser des broderies sur mesure et des répliques de textiles anciens ainsi que des projets de restauration et de conservation. Des commandes ont été passées pour de nombreux événements importants, comme les coussins en velours sur lesquels les couronnes royales ont été transportées dans l'abbaye de Westminster pour le couronnement du roi George VI, réalisés en collaboration avec le joaillier Toy.
En 1953, l'école réalise les broderies d'or sur la robe pourpre de succession, une partie des robes de couronnement de la Reine Elizabeth II,. 
L'école déménage ensuite de Princes Gate à Kensington au Palais de Hampton Court en 1987.
En 2011, l'école est responsable de l'application à la main de motifs de dentelle florale fabriqués à la machine sur un filet de soie (tulle) pour la robe de mariée conçue par Sarah Burton et Alexander McQueen pour Kate Middleton, maintenant Son Altesse Royale la duchesse de Cambridge,. 
Elèves
- Beryl Dean (en), brodeuse britannique de style contemporain[9]
- Cécile Dreesmann, brodeuse néerlandaise novatrice
- Louisa Pesel (en), brodeuse britannique, enseignant et collectionneuse de textiles.

## Collections
La RSN détient une collection particulièrement riche qui comprend notamment des œuvres liées au mouvement Arts and Crafts, les premiers dossiers commerciaux de RSN qui montrent l'histoire et le développement de la broderie d'art, et en particulier le rôle de premier plan de l'école dans le développement de la broderie d'art au Royaume-Uni et aux États-Unis et un dossier très complet des travaux effectués par le RSN et envoyés à Philadelphie en 1876 pour l'Exposition internationale du Centenaire. C'est cette exposition qui a lancé la broderie d'art aux États-Unis et a inspiré le travail de Candace Wheeler.

## Direction
La Royal School of Needlework est un organisme de bienfaisance enregistré et a toujours été sous le patronage royal. La marraine, depuis janvier 2017, est la duchesse de Cornouailles. L'école est dirigée par un Conseil d'administration présidé en 2020 par Andrew Palmer. Le Dr Susan Kay-Williams est directrice générale.